# Национален отбор по футбол на Австрия
Националният отбор по футбол на Австрия представлява страната в международните футболни състезания. От януари 2006 г. треньор на отбора е Йозеф Хикерсбергер, а домакинствата се играят на стадион „Ернст Хапел“ във Виена (кръстен на Ернст Хапел).
Първия си официален мач австрийският национален отбор по футбол изиграва през 1902 година срещу Унгария, а първите си по-сериозни успехи отборът постига през 30-те години под ръководството на Хуго Майзл: На 16 май 1931 година нанася за пръв път поражение на Шотландия на европейска земя. Следващият успех на тима е спечелването на трето място на Световното първенство по футбол през 1954. Последната изява на отбора на голям международен турнир е на Световното първенство през 1998 година във Франция, а за Европейското първенство през 2008 получава автоматично място като домакин.

## История

### 1901– 1918
Футболът навлиза в Австрия през 90-те години на XIX век от Англия. Двата най-стари австрийски футболни клуба, Крикетер и Виена, провеждат първия футболен мач на място, наречено Дьолингер Кугерлвийзе. За развитието на футбола във Виена по това време грижи полага Марк Никълсън, английски национален състезател. На 18 декември 1898 година той организира мач между „Виенските Англичани“ (на немски: Wiener Engländer) и Виенчани в Пратера. „Австрия“ играе с бели фланелки и черни гащета – тези цветове по-късно стават и цветове на националния отбор. Първият двубой на Австрия срещу чуждестранен противник се състои на 8 април 1901 срещу сборен отбор от Швейцария. Този мач се приема и от двете федерации за неофициален. Организацията поема създадения една година по-рано Австрийски футболен съюз, предшественик на сегашната Австрийска футболна асоциация, чийто основател и пръв президент е Марк Никълсън. Отборът на Австрия, който излиза срещу швейцарците, е съставен от играчи на големите виенски отбори Виена, Крикетер и ВАК (Виенер Атлетикспорт Клуб). През тези първи години на австрийския футбол много от играчите, за да не бъдат разпознати, са носели псевдоними, ползвали са перуки и дори изкуствени бради. Сред причините за това е забраната ученици, дори на 17 – 18 годишна възраст, да играят футбол в клубни и национални отбори|Марк Никълсън – „Инициаторът“ на първия национален отбор]]
За първа официална международна среща на Австрия се приема мачът на 12 октомври 1902 година, който по това време (преди разпадането на Австро-Унгария) е наричан „Градска игра Виена срещу Будапеща“. Това е и първият международен двубой в историята между два отбора, които не са британски. Австрийците постигат в дебюта си победа с 5:0, хеттрик отбелязва Ян Студничка, една от първите „звезди“ на австрийския футбол. В следващите десетилетия този двубой между Австрия и Унгария се провежда два пъти в годината, като веднъж се играе във Виена и веднъж – в Будапеща. Тези мачове се отличават със силно съперничество и представляват кулминацията на футболния сезон. Тогавашният футболен отбор на Австрия може да се сравни само условно с настоящия. Тогава са били викани играчи от цяла Цислейтания, без значение от родния им език. По тази причина тогава за Австрия са играли значителен брой чехи.
Първото участие на Австрия на международен турнир е по време на Олимпийските игри през 1912 в Стокхолм. Отборът се класира на шесто място след победи над Германия, Норвегия и Италия и загуби от Холандия и Унгария. По време на Първата световна война футболът в страната не е прекъснат.
Капитанът на националния отбор Хуго Майзл е изпратен на италианския фронт, затова по това време за отбора отговаря някогашният защитник на Виена Хайнрих Речури. По време не войната отборът е можел да организира само мачове срещу Унгария и неутралната Швейцария.

### 1918– 1938: Вундертим
След края на Първата световна война много страни, водени от Англия, се опитват да изключат Австрия от ФИФА. Освен това някои от новообразуваните съседни държави, като Чехословакия, първоначално бойкотират мачовете срещу австрийски отбори. Хуго Майзл се стреми към възстановяване на старите контакти с футболните съюзи на другите страни като прави опити в същото време да възобнови интернационалните състезания за клубни и национални отбори. В новата република футболът изживява истински разцвет, най-вече благодарение на въвеждането на осемчасовия работен ден. През 1921 година във Виена отваря врати нов стадион, побиращ 80 000 души, а през 1924 година Австрия става първата континентална европейска страна, в която е въведен професионалният футбол. Тези обновления водят както до успехи на националния тим, така и до успехи на клубните отбори на международно ниво.
Пикът в австрийската футболна история във времето между войните е ерата на „Вундертима“. Така бива назован австрийският футболен национален отбор, който през 1931 година постига резултат 5:0 срещу непобеждавания от континентален европейски тим национален отбор на Шотландия. Австрийците, водени от капитана Матиас Зинделар, привличат вниманието върху себе си и в следващите мачове, в които постигат убедителни победи срещу водещи европейски отбори – над Германия с 6:0 в Берлин, както и 5:0 във Виена; 8:1 срещу Швейцария и 8:2 срещу Унгария, както и победи над Белгия с 6:1 и над Франция с 4:0. Като най-голям успех на Вундертима обаче се счита тяхната единствена загуба. На 7 декември 1933 година отборът се изправя срещу английските национали, които са непобедени у дома и които не записват загуба и в следващите 20 години. Дотогава нито един отбор от континента не е успявал да отбележи повече от един гол на английска земя. На полувремето австрийският отбор вече губи с 2:0 на стадион Уембли, след което през втората част отбелязва цели три гола, но в крайна сметка губи с 4:3. По-късно на Световното първенство през 1934 отборът достига до четвъртото място.

### 1938– 1962: Успехи в ранното следвоенно време
Присъединяването на Австрия към Германия на 12 март 1938 година става причина за временното прекъсване на австрийския футбол, като по това време биват разпуснати множество отбори. Австрийската национална лига е заменена от „Гаулига Остмарк“. Националният отбор на страната се слива с немския като образуват един общ тим. Австрия все пак се класира за Световното първенство през 1938 година, но играчите имат право да вземат участие в турнира само като състезатели на Германия. Общо осем австрийски футболисти са част от немския тим на първенството във Франция. Отношението на австрийските играчи към немския тим е смесено – например звезди като Матиас Зинделар и Валтер Науш си позволяват поради своята известност да откажат ангажимент към немския отбор.
След края на Втората световна война националният отбор по футбол на Австрия отново е събран и още през август 1945 година играе два пъти срещу Унгария в Будапеща. След повторното пускане в употреба на стадиона Ернст Хапел отборът изиграва първата си домакинска среща след повече от осем години. За противник е поканен тимът на Франция, като на историческата игра идва, освен шестдесетхилядната публика, президентът на ФИФА Жул Риме. Австрия печели мача с 4:1, като Карл Декер прави хеттрик. През 1951 година австрийците стават първият отбор от континентална Европа, който побеждава Шотландия на собствения им стадион (1:0). Това пробужда спомени за „Вундертима“ от преди 18 години. Играчи като Герхард Ханапи, Валтер Цеман и Ернст Оцвирк постигат дори класиране на световно първенство. Пикът на тази генерация е Световното първенство през 1954 година в Швейцария. Австрийците побеждават португалския отбор с 9:1 в квалификациите а в предварителния кръг побеждават Шотландия с 1:0 и разгромява Чехословашкия отбор с 5:0. Една от най-известните срещи в историята на австрийския национален отбор по футбол е четвъртфиналният сблъсък с Швейцария. Австрия печели със 7:5 мачът с най-многото голове в историята на Световните първенства по футбол.

### 1962– 1982: Уембли, Кордоба и Хихон
След края на ерата „Декер“ отборът дълго време не успява да постигне предишните си успехи – единствените такива са в повечето случаи изненадващи победи в отделни мачове. В този период голяма популярност придобива мачът на австрийците срещу Англия на лондонския стадион Уембли на 20 октомври 1965 – Австрия става третият отбор от континента, който успява да победи английския национален отбор. С две попадения за победата с 3:2 се отличава Тони Фрич, който оттогава получава прякора си „Уембли-Тони“. Същата година за пръв път в историята си австрийският тим не успява да премине квалификационния кръг за Световното първенство през 1966 година.
През лятото на 1968 година треньор на националната единадесеторка става успешният словашки треньор Леополд Щастни. Въпреки неуспешната квалификация за Световното първенство през 1970 година срещу Западна Германия играчите и съюзът подкрепят новия треньор. През 1974 година, след 12 години, в които отборът не участва на Световни първенства, тимът отново не успява да се класира. Този път в квалификационния кръг австрийците поделят първото място с еднакъв брой точки и еднаква голова разлика с Швеция, което води до решаващ за класирането на Световното първенство мач между двата тима. За да имат австрийците достатъчно време за подготовка, кръгът от първенството е отложен и националите пристигат в Западна Германия пет дни преди решаващия двубой. Австрийският тим губи мача с 1:2, пропускайки многобройни шансове.
Поради здравословни причини Леополд Щастни се оттегля от поста си на национален треньор и на негово място идва словенецът Бранко Елзнер, който е освободен малко след неуспешната квалификация за Европейското първенство през 1976. Под ръководството на новия треньор Хелмут Зенекович отборът се класира за Световното първенство през 1978 година в Аржентина. Решаващият мач срещу Турция е спечелен от австрийците с 1:0 с гол на Херберт Прохаска. На Световното първенство в Аржентина изненадващо Австрия успява да завърши на първо място в групата си пред Бразилия, Испания и Швеция. Така отборът стига до най-добрите осем в света, но не се класира за финала след загуби от холандския отбор, воден от австриеца Ернст Хапел, и от Италия. В последния мач, който за австрийците е без значение, те успяват да победят Западна Германия с 3:2. Австрийците наричат този двубой „Чудото от Кордоба“.
Карл Щоц поема отбора след Хелмут Зенекович. Щоц класира отбора на Световното първенство през 1982, благодарение на победа над България с 2:0 като домакин на 28 май 1981 година и равенство (0:0) в София на 11 ноември същата година. Въпреки тези успехи треньорът е освободен от поста си още преди самия турнир и е заменен с Ернст Хапел. Но вместо Хапел в длъжност влиза „спасителното дуо“ Георг Шмит и Феликс Лацке. В предварителния кръг отборът започва с победи над Алжир и Чили. В последния мач от групата австрийците загубват с 1:0 от Западна Германия, но продължават в следващата фаза на турнира. След загуба от Франция австрийският национален отбор завършва турнира на 8 място.

### 1982– 2008: В чакане на нови успехи
След първенствата в Аржентина и Испания основните играчи от националния отбор слагат един след друг край на своите кариери, което води до понижаване на резултатите на отбора. Австрийските национали не успяват да се класират на световното първенство през 1986, което води до смяна на двамата треньори Ерих Хоф и Бранко Елзнер. Като техен наследник е представен Йозеф Хикерсбергер, който дотогава води младежкия национален отбор. Хикерсбергер връща в отбора стари имена като Херберт Прохаска и налага нови млади играчи като Андреас Херцог, който до дебюта си за националния отбор има само три официални мача. Промените на новия треньор донасят успех за отбора, който се класира за световното първенство през 1990 година в Италия. Решаващият мач срещу отбора на Източна Германия е спечелен от австрийците с 3:0, като хеттрик в мача прави звездата на отбора Тони Полстер. На световното първенство отборът не успява да преодолее предварителния кръг след загуби от Италия (0:1) и Чехословакия (0:1) и победа над Съединените щати (2:1), като завършва трети в група А.
Малко след световното първенство през 1990 година кариерата на Хикерсбергер като треньор на отбора завършва със „зрелищен“ край. Отборът претърпява под негово ръководство загуба с 1:0 от отбора на Фарьорските острови в мач игран в шведския град Ландскруна. Австрия не успява да си пробие път през квалификациите за световните финали в САЩ през 1994 г. Австрийците се класират на 4-то място в предварителната група, в която играе и българският национален отбор. В първия мач между двата отбора в групата на 14 април 1993 г. Австрия печели на свой терен с 3:1, но шест месеца по-късно губи в София с 1:4. Последното участие на голям турнир отборът прави през 1998 година на световното първенство във Франция. Австрийците преодоляват квалификациите с осем победи от общо десет мача, като решаващият мач срещу Швеция е спечелен с гол на Андреас Херцог. В предварителния кръг на първенството отборът записва две равенства срещу Камерун и Чили и претърпява поражение от Италия. Така отборът завършва трети с актив от 2 точки и не се класира за следващата фаза на турнира.
От януари 2006 година треньор на отбора отново е Йозеф Хикерсбергер, който поема ръководството му, след като Ханс Кранкл не успява да класира националите за световното първенство през 2006. Австрия е домакин на европейското първенство през 2008 година и затова се класира автоматично за турнира. В основната фаза на турнира отборът е разпределен в група Б заедно с отборите на Германия, Полша и Хърватия. Тимът не достига до четвъртфиналите, завършвайки трети в групата с актив от 1 точка. След края на първенството на 23 юни 2008 г. треньорът Йозеф Хикерсбергер подава оставка.

### От 2008: Квалификации за световно и европейско първенство
На 25 юли 2008 г. Карел Брюкнер, бившият треньор на Чехия, бе представен като нов селекционер на Австрия. Първият му мач след встъпването му в длъжност бе приятелската среща срещу Италия във френския град Ница. Срещата завършва 2:2, като два автогола на Мартин Щранцл и Рамазан Йозкан предотвратяват австрийска победа. След това идва квалификационната среща за Световно първенство 2010 срещу Франция във Виена, където идва сензационната победа с 3:1. В следващите две срещи обаче отборът получава два сериозни удара – загуба като гост от Литва с 0:2 и равенство 1:1 срещу Фариорските острови, с което беше пропусната възможността за реванш за загубата през 1990 г. Последната среща за годината отборът загуби като домакин от Сърбия с 1:3.
На 2 май 2009 г. Австрийският футболен съюз взема решение да прекрати договора с Карел Брюкнер по взаимно съгласие. Два дена по-късно Дитмар Константини е представен като нов треньор. Първата среща на новия треньор е срещу Румъния в Клагенфурт – постигната е победа с 2:1. През юни следва гостуване на белградската „Маракана“ срещу Сърбия, където въпреки добрата игра на австрийския отбор сърбите побеждават с 1:0.
В Грац идва суверена победа с 3:1 срещу Фарьорските острови на 5 септември и по този начин се постига реванш за срамното равенство от предната година. 4 дена по-късно австрийските футболисти пропускат възможността да победят Румъния и завършва 1:1. На 10 октомври отборът фиксира с победа 2:1 срещу Литва третото място в квалификационната група. Последният мач е загуба от Франция с 1:3 в Париж.
На 7 февруари Австрия бе изтеглена в Квалификационна група А за Европейското първенство в Полша и Украйна през 2012 г. В същата група са и Германия, Турция, Белгия, Казахстан и Азербайджан. Австрия още не е имала среща срещу Казахстан.
Като подготовка за квалификациите Австрия спечели с 2:1 на 3 март мача срещу Дания, а на 19 май загуби с 0:1 от Хърватска.

## Екипи
| Класически | СП 1998 |

По традиция австрийският национален отбор по футбол от 1902 година насам играе с бели горнища, черни панталонки и черни калци. От 2002 година досегашните резервни екипи (червени горнища, бели панталонки и червени калци) започват да се използват като официален екип, по желание на тогавашния шеф на отбора Ханс Кранкл. По този начин цветовете на екипите съвпадат с тези на австрийското знаме (червено-бяло-червено). Пума е фирмата, която осигурява екипите на Австрийска футболната асоциация от повече от тридесет години, а изборът на бутонки се предоставя на всеки отделен играч.

## Участия в международни турнири

### Световни първенства
| Година | Резултат      | Класиране | М  | П  | Р | З  | ГS | ГА |
| ------ | ------------- | --------- | -- | -- | - | -- | -- | -- |
| 1930   | не участва    | -         | -  | -  | - | -  | -  | -  |
| 1934   | 1/2 финал     | 4         | 4  | 2  | 0 | 2  | 7  | 7  |
| 1938   | не се класира | -         | -  | -  | - | -  | -  | -  |
| 1950   | не се класира | -         | -  | -  | - | -  | -  | -  |
| 1954   | 1/2 финал     | 3         | 5  | 4  | 0 | 1  | 17 | 12 |
| 1958   | Групова фаза  | 15        | 3  | 0  | 1 | 2  | 2  | 7  |
| 1962   | не се класира | -         | -  | -  | - | -  | -  | -  |
| 1966   | не се класира | -         | -  | -  | - | -  | -  | -  |
| 1970   | не се класира | -         | -  | -  | - | -  | -  | -  |
| 1974   | не се класира | -         | -  | -  | - | -  | -  | -  |
| 1978   | Групова фаза  | 7         | 6  | 3  | 0 | 3  | 7  | 10 |
| 1982   | Групова фаза  | 8         | 5  | 2  | 1 | 2  | 5  | 4  |
| 1986   | не се класира | -         | -  | -  | - | -  | -  | -  |
| 1990   | Групова фаза  | 18        | 3  | 1  | 0 | 2  | 2  | 3  |
| 1994   | не се класира | -         | -  | -  | - | -  | -  | -  |
| 1998   | Групова фаза  | 23        | 3  | 0  | 2 | 1  | 3  | 4  |
| 2002   | не се класира | -         | -  | -  | - | -  | -  | -  |
| 2006   | не се класира | -         | -  | -  | - | -  | -  | -  |
| 2010   | не се класира | -         | -  | -  | - | -  | -  | -  |
| 2014   | не се класира | -         | -  | -  | - | -  | -  | -  |
| 2018   | не се класира | -         | -  | -  | - | -  | -  | -  |
| 2022   | не се класира | -         | -  | -  | - | -  | -  | -  |
| 2026   | –––           | -         | -  | -  | - | -  | -  | -  |
| 2030   | –––           | -         | -  | -  | - | -  | -  | -  |
| 2034   | –––           | -         | -  | -  | - | -  | -  | -  |
| Общо   | 7/20          | 1         | 29 | 12 | 4 | 13 | 43 | 47 |

### Европейски първенства
| Година | Резултат      | Класиране | М  | П | Р | З | ГS | ГА |
| ------ | ------------- | --------- | -- | - | - | - | -- | -- |
| 1960   | не се класира | -         | -  | - | - | - | -  | -  |
| 1964   | не се класира | -         | -  | - | - | - | -  | -  |
| 1968   | не се класира | -         | -  | - | - | - | -  | -  |
| 1972   | не се класира | -         | -  | - | - | - | -  | -  |
| 1976   | не се класира | -         | -  | - | - | - | -  | -  |
| 1980   | не се класира | -         | -  | - | - | - | -  | -  |
| 1984   | не се класира | -         | -  | - | - | - | -  | -  |
| 1988   | не се класира | -         | -  | - | - | - | -  | -  |
| 1992   | не се класира | -         | -  | - | - | - | -  | -  |
| 1996   | не се класира | -         | -  | - | - | - | -  | -  |
| 2000   | не се класира | -         | -  | - | - | - | -  | -  |
| 2004   | не се класира | -         | -  | - | - | - | -  | -  |
| 2008   | Групова фаза  | 13        | 3  | 0 | 1 | 2 | 1  | 3  |
| 2012   | не се класира | -         | -  | - | - | - | -  | -  |
| 2016   | Групова фаза  | 19        | 3  | 0 | 1 | 2 | 1  | 4  |
| 2020   | 1/8 финал     | 12        | 4  | 2 | 0 | 2 | 5  | 5  |
| 2024   | 1/8 финал     | 9         | 4  | 2 | 0 | 2 | 7  | 6  |
| 2028   | ---           | -         | -  | - | - | - | -  | -  |
| 2032   | ---           | -         | -  | - | - | - | -  | -  |
| Общо   | 4/17          | -         | 14 | 4 | 2 | 8 | 14 | 18 |

## Състав
Състав на Австрия за плейофните мачове от сезон 2024/2025 на Лигата на нациите срещу Сърбия на 20 и 23 март 2025 г.
| №             |         | Играч               | Позиция      | Отбор                  |         |
| Вратари       | Вратари | Вратари             | Вратари      | Вратари                | Вратари |
| ------------- | ------- | ------------------- | ------------ | ---------------------- | ------- |
| 1             |         | Александер Шлагер   | Вратар       | Ред Бул Залцбург       |         |
| 12            |         | Тобиас Лавал        | Вратар       | ЛАСК Линц              |         |
| 13            |         | Патрик Пенц         | Вратар       | Брьондби               |         |
| Защитници     |         |                     |              |                        |         |
| 2             |         | Йонас Ауер          | Защитник     | Рапид Виена            |         |
| 3             |         | Самсън Байду        | Защитник     | Ред Бул Залцбург       |         |
| 5             |         | Гернот Траунер      | Защитник     | Фейенорд               |         |
| 8             |         | Дейвид Алаба        | Защитник     | Реал Мадрид            |         |
| 14            |         | Леополд Кверфелд    | Защитник     | Унион Берлин           |         |
| 15            |         | Филип Линхарт       | Защитник     | Фрайбург               |         |
| 16            |         | Филип Мвене         | Защитник     | Майнц 05               |         |
| 19            |         | Щефан Лайнер        | Защитник     | Борусия Мьонхенгладбах |         |
|               |         | Александер Прас     | Защитник     | Хофенхайм              |         |
| Полузащитници |         |                     |              |                        |         |
| 4             |         | Ксавер Шлагер       | Полузащитник | РБ Лайпциг             |         |
| 6             |         | Николас Зайвалд     | Полузащитник | РБ Лайпциг             |         |
| 10            |         | Флориан Грилич      | Полузащитник | Реал Валядолид         |         |
| 18            |         | Романо Шмид         | Полузащитник | Вердер Бремен          |         |
| 20            |         | Конрад Лаймер       | Полузащитник | Байерн Мюнхен          |         |
| 21            |         | Патрик Вимер        | Полузащитник | Волфсбург              |         |
| 22            |         | Мухамед Чам         | Полузащитник | Трабзонспор            |         |
| 10            |         | Кевин Щьогер        | Полузащитник | Борусия Мьонхенгладбах |         |
|               |         | Кристоф Баумгартнер | Полузащитник | РБ Лайпциг             |         |
| Нападатели    |         |                     |              |                        |         |
| 7             |         | Марко Арнаутович    | Нападател    | Интер                  |         |
| 9             |         | Раул Флоруц         | Нападател    | Олимпия Любляна        |         |
| 11            |         | Михаел Грегорич     | Нападател    | Фрайбург               |         |
| 17            |         | Марко Грюл          | Нападател    | Вердер Бремен          |         |

### Признания
По случай настъпването на новия век през 1999 година вестник Кронен Цайтунг (Kronen Zeitung) избира Националната единадесеторка на 20 век, която изглежда по следния начин:
|                |                  | Валтер Цеман    |              |                |
|                | Роберт Зара      | Ернст Хапел     | Бруно Пецей  |                |
| Герхард Ханапи | Херберт Прохаска |                 | Ернст Оцвирк | Андреас Херцог |
|                | Ханс Кранкл      | Матиас Зинделар | Тони Полстер |                |

## Почетни листи
- До 30 юни 2016 г.

| # | Име              | Период      | Мача | Гола |
| - | ---------------- | ----------- | ---- | ---- |
| 1 | Андреас Херцог   | 1988 – 2003 | 103  | 26   |
| 2 | Антон Полстер    | 1982 – 2000 | 95   | 44   |
| 3 | Герхард Ханапи   | 1948 – 1962 | 93   | 12   |
| 4 | Карл Колер       | 1952 – 1965 | 86   | 5    |
| 5 | Фридрих Концилия | 1970 – 1985 | 84   | 0    |
|   | Бруно Пецей      | 1975 – 1990 | 84   | 9    |
| 7 | Херберт Прохаска | 1974 – 1989 | 83   | 10   |
| 8 | Кристиан Фукс    | 2006 – 2016 | 78   | 1    |
| 9 | Ханс Кранкл      | 1973 – 1985 | 69   | 34   |
|   | Андреас Иваншиц  | 2003–       | 69   | 12   |

| #  | Име             | Период      | Гола | Мача | Гола % |
| -- | --------------- | ----------- | ---- | ---- | ------ |
| 1  | Антон Полстер   | 1982 – 2000 | 44   | 95   | 0.46   |
| 2  | Ханс Кранкл     | 1973 – 1985 | 34   | 69   | 0.49   |
| 3  | Ханс Хорват     | 1924 – 1934 | 29   | 46   | 0.63   |
| 4  | Ерих Хоф        | 1957 – 1968 | 28   | 37   | 0.76   |
| 5  | Антон Шал       | 1927 – 1934 | 27   | 28   | 0.96   |
| 6  | Матиас Зинделар | 1926 – 1937 | 26   | 43   | 0.60   |
|    | Андреас Херцог  | 1988 – 2003 | 26   | 103  | 0.25   |
|    | Марк Янко       | 2006–       | 26   | 57   | 0.46   |
| 9  | Карл Цишек      | 1931 – 1945 | 24   | 40   | 0.60   |
| 10 | Валтер Шахнер   | 1976 – 1994 | 23   | 64   | 0.36   |

## Треньори
- До 21 януари 2022 г.

| Хуго Майсъл                                             | 22.12.1912 – 03.10.1914     | 6   | 3  | 1  | 2  | 11  | 9   | 50.00 |
| Хайнрих Ретшури                                         | 04.10.1914 – 01.08.1919     | 22  | 8  | 3  | 11 | 45  | 47  |       |
| Хуго Майсъл                                             | 01.08.1919 – 17.02.1937     | 127 | 68 | 29 | 30 | 326 | 206 |       |
| Хайнрих Ретшури                                         | 22.05.1937 – 24.10.1937     | 5   | 2  | 1  | 2  | 10  | 10  | 40.00 |
| 1938 – 1945 Аншлус.                                     |                             |     |    |    |    |     |     |       |
| Карл Занкъл                                             | 19.08.1945 – 03.10.1945     | 2   | 0  | 0  | 2  | 2   | 7   | 0.00  |
| Еди Бауер                                               | 03.10.1945 – 04.03.1948     | 11  | 4  | 0  | 7  | 26  | 28  |       |
| Едуард Фрювирт                                          | 04.03.1948 – 01.09.1948     | 5   | 3  | 0  | 2  | 9   | 9   | 60.00 |
| Валтер Науш                                             | 01.09.1948 – 15.11.1954     | 47  | 21 | 10 | 16 | 119 | 87  |       |
| Ханс Каулих                                             | 15.11.1954 – 28.03.1955     | 1   | 0  | 0  | 1  | 2   | 3   | 0.00  |
| Йозаф Милцер                                            | 29.03.1955 – 03.09.1955     | 3   | 1  | 1  | 1  | 6   | 8   |       |
| Карл Гейер                                              | 03.09.1955 – 21.04.1956     | 5   | 2  | 0  | 3  | 8   | 14  | 40.00 |
| Йозеф Аргауер Йозаф Милцер                              | 21.04.1956 – 09.08.1958     | 18  | 7  | 6  | 5  | 37  | 27  |       |
| Алфред Фрей Франц Путзендоплер Егон Селцер Йозаф Милцер | 09.08.1958 – 15.10.1958     | 2   | 0  | 0  | 2  | 4   | 6   | 0.00  |
| Карл Декер                                              | 16.10.1958 – 28.02.1964     | 36  | 16 | 3  | 17 | 60  | 67  |       |
| Йозеф Валтер Бела Гутман                                | 07.03.1964 – 11.10.1964     | 5   | 3  | 1  | 1  | 6   | 5   | 60.00 |
| Едуард Фрюхвирт                                         | 20.11.1964 – 13 януари 1967 | 15  | 4  | 3  | 8  | 12  | 23  |       |
| Ервин Алге Ханс Песер                                   | 13 януари 1967 – 24.06.1968 | 10  | 3  | 2  | 5  | 18  | 19  | 30.00 |
| Леополд Щастни                                          | 01.07.1968 – 30.09.1975     | 49  | 15 | 16 | 18 | 58  | 62  |       |
| Бранко Елснер (сл)                                      | 06.10.1975 – 19.11.1975     | 2   | 1  | 0  | 1  | 6   | 3   | 50.00 |
| Хелмут Сенековитш                                       | 01.03.1976 – 30.06.1978     | 26  | 14 | 4  | 8  | 40  | 26  |       |
| Карл Стотц                                              | 01.08.1978 – 14.12.1981     | 24  | 13 | 6  | 5  | 43  | 25  |       |
| Георг Шмит Феликс Латцке                                | 05.02.1982 – 02.07.1982     | 8   | 5  | 1  | 2  | 11  | 7   |       |
| Фрих Хоф                                                | 07.09.1982 – 21.11.1984     | 15  | 6  | 3  | 6  | 22  | 20  |       |
| Бранко Елснер                                           | 15 януари 1985 – 18.11.1987 | 18  | 5  | 5  | 8  | 20  | 28  |       |
| Йозеф Хикерсбергер                                      | 1 януари 1988 – 14.09.1990  | 29  | 10 | 7  | 12 | 36  | 39  |       |
| Алфред Ридъл                                            | 15.09.1990 – 10.10.1991     | 8   | 1  | 3  | 4  | 6   | 16  |       |
| Дитмар Константини (сл)                                 | 10.10.1991 – 13.11.1991     | 2   | 0  | 0  | 2  | 1   | 4   | 0.00  |
| Ернст Хапел                                             | 1 януари 1992 – 14.11.1992  | 9   | 2  | 3  | 4  | 18  | 17  |       |
| Дитмар Константини (сл)                                 | 15.11.1992 – 18.11.1992     | 1   | 0  | 1  | 0  | 0   | 0   |       |
| Херберт Прохазка                                        | 8 януари 1993 – 29.03.1999  | 51  | 25 | 9  | 17 | 96  | 73  |       |
| Ото Барич                                               | 13.04.1999 – 21.11.2001     | 22  | 7  | 6  | 9  | 31  | 35  |       |
| Ханс Кранкъл                                            | 21 януари 2002 – 28.09.2005 | 31  | 10 | 10 | 11 | 47  | 46  |       |
| Вилибалд Рутенстеинер Андреас Херцог Славко Ковачиц     | 30.09.2005 – 00.12.2005     | 2   | 1  | 0  | 1  | 2   | 1   | 50.00 |
| Йозеф Хикерсбергер                                      | 1 януари 2006 – 23.06.2008  | 24  | 5  | 8  | 11 | 29  | 40  |       |
| Карел Брукнер                                           | 25.07.2008 – 02.03.2009     | 6   | 1  | 2  | 3  | 9   | 13  |       |
| Дитмар Константини                                      | 04.03.2009 – 13.09.2011     | 23  | 7  | 3  | 13 | 30  | 42  |       |
| Вилибалд Рутенщайнер (помощник)                         | 13.09.2011 – 11.10.2011     | 2   | 1  | 1  | 0  | 4   | 1   |       |
| Марсел Колер                                            | 01.11.2011 - 01.11.2017     | 42  | 21 | 8  | 13 | 66  | 45  | 50.00 |
| Франко Фода                                             | 01.1.2018 -                 | 29  | 16 | 5  | 8  | 43  | 7   | 55.17 |

## България– Австрия
| Дата       | Място | Събитие     | Отбор    | Резултат | Отбор    | ФИФА |
| ---------- | ----- | ----------- | -------- | -------- | -------- | ---- |
| 21.05.1924 | Виена | Приятелски  | Австрия  | 6:0      | България | ДА   |
| 25.04.1934 | Виена | Кв. Св.п-во | Австрия  | 6:1      | България | ДА   |
| 06.05.1962 | Виена | Приятелски  | Австрия  | 2:0      | България | ДА   |
| 25.11.1962 | София | Приятелски  | България | 1:1      | Австрия  | ДА   |
| 28.05.1981 | Виена | Кв. Св.п-во | Австрия  | 2:0      | България | ДА   |
| 11.11.1981 | София | Кв. Св.п-во | България | 0:0      | Австрия  | ДА   |
| 14.04.1993 | Виена | Кв. Св.п-во | Австрия  | 3:1      | България | ДА   |
| 13.10.1993 | София | Кв. Св.п-во | България | 4:1      | Австрия  | ДА   |

- Официален сайт на ФИФА //   Посетен на 15 декември 2012.